# Cerro de San Pedro
Cerro de San Pedro es una localidad del estado mexicano de San Luis Potosí, cabecera del municipio homónimo.

## Ubicación
Se encuentra en la ubicación 22°13′0″N 100°48′4″O / 22.21667, -100.80111, a una altitud de aproximadamente 2000 m s. n. m. La zona urbana ocupa una superficie de 0.2103km².

## Historia
La localidad de Cerro de San Pedro se formó a partir del comienzo de la explotación minera en el cerro homónimo, hacia fines del siglo XVI. Inicialmente el lugar fue llamado San Pedro del Potosí, debido a la presencia de abundantes reservas de metales preciosos y en alusión al Cerro Rico de Potosí. Las sucesivas etapas de expansión y decadencia de la localidad estuvieron estrechamente relacionadas con el hallazgo de vetas, su explotación y su agotamiento.
Hacia 1950, la localidad tenía una población de aproximadamente 5000 habitantes. El fin de la explotación minera, que era prácticamente la única fuente de trabajo, ocasionó la migración de los pobladores y el abandono del lugar. Hacia 1990 la población no superaba los 100 habitantes, valor que se mantuvo estable desde entonces.

## Demografía
Según los datos registrados en el censo de 2020, la población de Cerro de San Pedro es de 97 habitantes, sin cambios respecto a la población registrada en el censo de 2010. Al año 2020 la densidad poblacional era de 461,2 hab/km².
| Gráfica de evolución demográfica de Cerro de San Pedro entre 2000 y 2020 |
|                                                                          |
| Fuente: Instituto Nacional de Estadística Geografía e Informática        |

La población de Cerro de San Pedro está mayoritariamente alfabetizada, (4.12% de personas mayores de 15 años analfabetas, según relevamiento del año 2020), con un grado de escolaridad en torno a los 8.5 años. 

El 97.9% de los habitantes de Cerro de San Pedro profesa la religión católica.
En el año 2010 estaba clasificada como una localidad de grado medio de vulnerabilidad social. Según el relevamiento realizado, 43 personas de 15 años o más no habían completado la educación básica, —carencia conocida como rezago educativo—, y 31 personas no disponían de acceso a la salud.